# کلایو، آلبرتا
کلایو، آلبرتا (به انگلیسی: Clive, Alberta) یک منطقهٔ مسکونی در کانادا است که در آلبرتا واقع شده‌است. کلایو ۷۱۵ نفر جمعیت دارد و ۸۵۰ متر بالاتر از سطح دریا واقع شده‌است.